# Daniel Carleton Gajdusek
Daniel Carleton Gajdusek (ur. 9 września 1923 w Yonkers, zm. 12 grudnia 2008 w Tromsø) – amerykański wirusolog i pediatra pochodzenia słowackiego, członek m.in. National Academy of Sciences, laureat Nagrody Nobla z dziedziny fizjologii i medycyny w roku 1976 za badania nad prionami, wtedy nazywanymi „powolnymi wirusami” (ang. slow viruses).

## Życiorys

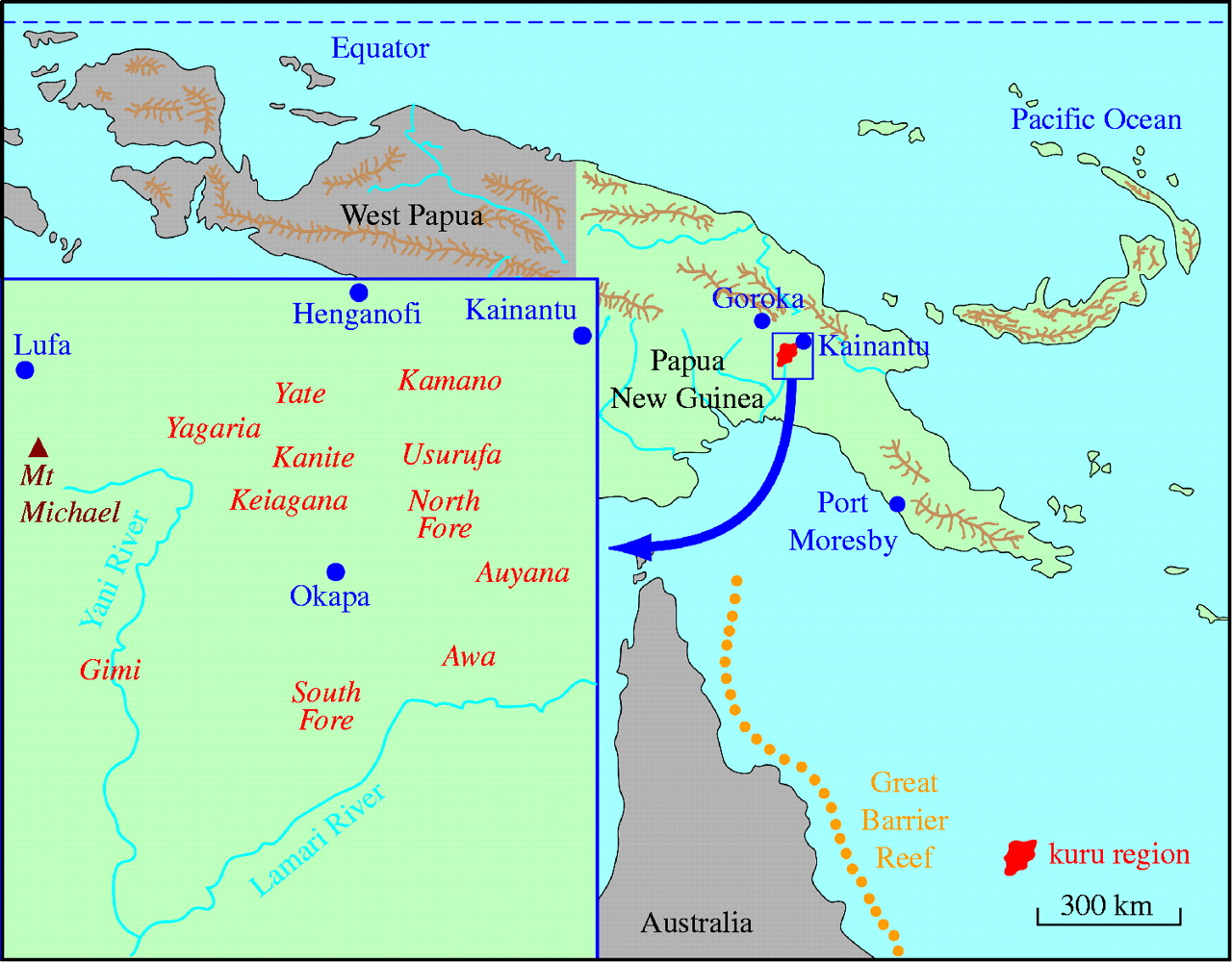
Obszar zamieszkały przez lud Fore

Studiował biologię, chemię i matematykę w University of Rochester. Studia I stopnia ukończył w 1943 roku. Stopień doktora medycyny otrzymał w Harvard University (1946), po czym odbył badawcze staże podoktoranckie w Columbia University, California Institute of Technology i Harvard University. W latach 1952–1953 pracował w Instytucie Pasteura w Teheranie, badając choroby zakaźne, następnie był:
- od 1958 – kierownikiem laboratorium badawczego Instytutu Neurologii w National Institutes of Health w Bethesda
- tamże od 1971 – kierownikiem sekcji chorób przewlekłych w Laboratorium Badań Ośrodkowego Układu Nerwowego

Prowadził badania z zakresu pediatrii, wirusologii, neurologii, m.in. badania terenowe w Papui-Nowej Gwinei wśród chorujących na kuru, która dziesiątkowała przedstawicieli ludu Fore. Przełomowe znaczenie miało potwierdzenie możliwości przeniesienia patogenu z mózgu człowieka do mózgu szympansa. Eksperyment rozpoczął się w sierpniu 1963 roku, gdy z Papui-Nowej Gwinei przewieziono próbki tkanki mózgu dwojga dzieci zmarłych na kuru. 17 sierpnia do czaszki szympansicy Daisey wstrzyknięto 0,03 g tkanki mózgowej dziewczynki o imieniu Kigea, a cztery dni później podobną próbkę z mózgu chłopca Eiro wprowadzono do mózgu szympansicy Georgette. Zespół współpracowników Gajduska obserwował szympansice przez trzy lata. Dopiero w 1966 roku u obu zwierząt pojawiły się objawy charakterystyczne dla kuru; Gajdusek, przebywający wówczas na wyspie Guam, został pilnie wezwany do Maryland. Po uśpieniu szympansic próbki tkanki mózgowej wysłano do pracowni anatomii patologicznej. Stwierdzono gąbczaste zwyrodnienie, które pojawia się w różnych chorobach neurodegeneracyjnych, np. w kuru, scrapie lub chorobie Creutzfeldta-Jakoba. W pierwszych publikacjach zespołu Gajduska nieznany patogen określano jako „powolny wirus”.
Za odkrycie dotyczące nowych mechanizmów rozprzestrzeniania się chorób zakaźnych w 1976 roku przyznano D.C. Gajduskowi Nagrodę Nobla (odkrycie prionów wyróżniono Nagrodą Nobla dwadzieścia lat później; Stanley Prusiner, Nobel 1997). Daniel Carleton Gajdusek został uhonorowany również w Polsce – w 1995 roku otrzymał tytuł doktora honoris causa Akademii Medycznej w Łodzi.

## Publikacje naukowe
Jest autorem lub współautorem wielu publikacji, m.in.:
- Epidemiology of Viliuisk Encephalomyelitis in Eastern Siberia
- Family Clustering of Viliuisk Encephalomyelitis in Traditional and New Geographic Regions
- Natural and experimental oral infection of nonhuman primates by bovine spongiform encephalopathy agents
- Genetic studies in relation to Kuru. III. Distribution of the inherited serum group-specific protein (Gc) phenotypes in New Guineans: An association of Kuru and the Gc Ab phenotype
- Amyotrophic lateral sclerosis, Parkinson's disease, and the amyotrophic lateral sclerosis-Parkinsonism-dementia complex on Guam: a review and summary of attempts to demonstrate infection as the aetiology
- Isolation and characterization of the subacute spongiform virus encephalopathies of man: kuru and Creutzfeldt-Jakob disease
- Early images of kuru and the people of Okapa
- Kuru and its contribution to medicine
- New studies on the heat resistance of hamster-adapted scrapie agent: Threshold survival after ashing at 600 °C suggests an inorganic template of replication
- Phenotype-genotype studies in kuru: Implications for new variant Creutzfeldt–Jakob disease
- Different patterns of truncated prion protein fragments correlate with distinct phenotypes in P102L Gerstmann–Sträussler–Scheinker disease
- Heterogeneic Autoantibody Against Neurofilament Protein in the Sera of Animals with Experimental Kuru and Creutzfeldt-Jakob Disease and Natural Scrapie Infection
- Evidence for Normal Cell-Mediated Immunity in Scrapie-Infected Mice
- Genetic studies in relation to Kuru. V. Distribution of human gamma globulin allotypes in New Guinea populations
- Genetic studies in relation to Kuru. I. Cultural, historical, and demographic background
- Spongiform virus encephalopathies

## Wykorzystywanie seksualnie dzieci
Gajdusek był pedofilem. Odpowiadały mu zwyczaje panujące w rejonie, w którym w zabawach erotycznych uczestniczyły – bez przymusu – nawet ośmioletnie dzieci, a homoseksualizm miał charakter obrzędowy (podobnie jak kanibalizm – przyczyna zakażeń prionami). Miał w wieku 7 lat stosunki seksualne ze stryjem, o którym mówił: „Był to najważniejszy człowiek w moim życiu”. 
Gromadząc próbki do analiz (części zwłok ofiar kuru, przesyłane do Stanów Zjednoczonych) D.C. Gajdusek korzystał z pomocy wielu papuańskich chłopców. Po odebraniu Nagrody Nobla, w czasie nagrywania szwedzkiego filmu dokumentalnego „Geniusz i chłopcy”, przyznał się reżyserowi (Bosse Lindquist) do seksualnego współżycia z setkami spośród chłopców (300–400). Twierdził, że nie czuli się seksualnie wykorzystywani – wszyscy prosili o te zbliżenia. Traktowali go jak ojca, a on długo otaczał ich opieką, m.in. zapewniając wykształcenie w Stanach Zjednoczonych. Gdy w 1976 roku odbierał Nagrodę Nobla, w apartamentach rodzinnych sztokholmskiego Grand Hotelu zamieszkał z ośmioma młodymi mężczyznami, a odbiór miliona dolarów skomentował: „Przez najbliższe 2,5 roku nie będę się musiał martwić o utrzymanie mojej rodziny”.
Po ujawnieniu tych faktów naukowiec został aresztowany. Wywołało to falę sprzeciwu wśród środowiska naukowego, w obronie Gajduska stanęli Benoît Mandelbrot, Robert Gallo, Oliver Sacks czy Lena Einhorn. Ostatecznie w 1997 roku poszedł na ugodę z sądem i w więzieniu spędził tylko rok. Po uwolnieniu przeniósł się do Europy – w lecie mieszkał w Paryżu i Amsterdamie, a w zimie w Norwegii. Zmarł samotny w hotelowym pokoju w Tromsø.